# Karl-Heinz Carl
Karl-Heinz Carl (* 15. Januar 1927 in Erfurt; † 10. September 2012) war ein deutscher Verwaltungsjurist. Er war von 1989 bis 1991 Staatssekretär im Bundesministerium der Verteidigung und danach von 1992 bis 1999 Staatssekretär im Sächsischen Staatsministerium der Finanzen.

## Leben

### Jugend und Ausbildung
Carl wuchs in seiner Geburtsstadt Erfurt auf und besuchte dort auch die Schule. Er wurde noch 1943 zum Kriegsdienst eingezogen und beendete 1947 sein Abitur. Nach dem Verlassen der Sowjetischen Besatzungszone studierte er von 1948 bis 1951 Rechtswissenschaften an der Universität Hamburg. Das Erste juristische Staatsexamen legte er 1951 und das Zweite juristische Staatsexamen 1955 ebenfalls in Hamburg ab. Dazwischen promovierte er 1953 zum Dr. jur.

### Laufbahn
Carl trat 1955 in den höheren Verwaltungsdienst des Landes Rheinland-Pfalz ein und war dort bis 1961 als Referent für Lastenausgleich und Wiedergutmachung im Finanzministerium tätig. Er wechselte 1961 in das Bundesministerium der Finanzen und arbeitete dort zunächst als Referent für Fragen des Lastenausgleichs und der Wiedergutmachung in der Rechtsabteilung sowie später in der Haushaltsabteilung als Referent für Teile des Verteidigungshaushaltes. Im Jahr 1968 gelang ihm der Aufstieg zum Referatsleiter für Teile des Verteidigungshaushaltes und für NATO-Belange. Nachdem er seit 1970 für den Haushalt des Bundesinnenministeriums sowie die Koordinierung des Umweltschutzes zuständig war, ging er 1978 nach Brüssel und wurde dort 1983 Leiter des Finanzreferats der deutschen NATO-Vertretung. Carl kehrte 1983 als Leiter der Unterabteilung II D (zuständig für Teile des Bundeshaushalts: Einzelpläne, Entwicklungshilfe, Verteidigung und Verteidigungslasten im Zusammenhang mit dem Aufenthalt ausländischer Streitkräfte, Umweltschutz) in das Bundesfinanzministerium zurück. Er übernahm im März 1988 zunächst im Amt eines Ministerialdirigenten und später als Ministerialdirektor die Leitung der Abteilung II Bundeshalt.

### Staatssekretär
Als gegen Ende des Jahres 1988 die Staatssekretäre Lothar Rühl und Manfred Timmermann das Bundesministerium der Verteidigung verließen, wurde der damalige Ministerialdirektor und Abteilungsleiter Carl unter Rupert Scholz (CDU) im Februar 1989 zum Staatssekretär ernannt. Er war als Staatssekretär zuständig für die Haushaltsabteilung, das Personalwesen und Fragen der Reservistenkonzeption. Der Verteidigungsminister Gerhard Stoltenberg (CDU) versetzte Carl zum 1. Mai 1991 in den einstweiligen Ruhestand. Die Versetzung erfolgte gegen Carls Willen sowie gegen ein parlamentarisches Votum, jedoch mit Zustimmung des Kabinetts und des Bundespräsidenten. Grund dafür sollen schwerwiegende Differenzen zwischen Stoltenberg und Carl gewesen sein. So erhielt Carl – auf Anordnung von Minister Stoltenberg – bei seiner Verabschiedung keinen üblichen großen Empfang mit anschließender Serenade des Stabsmusikkorps. Sein Nachfolger wurde der Stoltenberg-Vertraute Peter Wichert, welcher zuvor Leiter des Planungsstabes des Ministeriums war.
Nach seiner Zeit in der Bundesverwaltung wurde er zunächst 1991 Beauftragter für besondere Angelegenheiten des Ministerpräsidenten Werner Münch (CDU). Danach war er unter Finanzminister Georg Milbradt (CDU) von 1992 bis 1999 Staatssekretär im Sächsischen Staatsministerium der Finanzen. Zum damaligen Zeitpunkt war er mit 72 Jahren der älteste Staatssekretär Deutschlands.

## Ehrungen
- Ehrenbürger der Stadt Bad Muskau (2005)[5]
- Sächsischer Verdienstorden (2007)[6]